# Московский бульвар (Балашиха)
Московский бульвар — улица с бульваром в микрорайоне Новый Свет города Балашиха Московской области, между Звёздной и Солнечной улицами.

## Описание
Московский бульвар расположен в центральной части микрорайона Новый Свет Балашихи, на правом берегу реки Пехорка в северо-западной части города, ориентация улицы — запад-восток.
Начинается от Т-образного перекрёстка на Звёздной улице. Понижается в восточном направлении в долину реки Пехорка. У начала насыпи моста пересекается идущей с юга на север Солнечной улицей и заканчивается у пешеходного моста через Пехорку, который соединяет две большие прогулочные зоны — бульвар и пешеходную часть Заречной улицы («Бродвей») на левом берегу.
Нумерация домов — от Солнечной улицы.

## Здания и сооружения
- № 1/13 — жилой дом (9 эт., 6 под., 216 кв., панельный, серии 111-121-043, 1984 год постройки)
- № 1А — предприятие торговли (3 этажа). Торговый центр «Московский»
- № 2 — жилой дом (14 эт., 1 под., 98 кв., блочный, 1988 год постройки)
- № 2А — предприятие торговли (2 этажа). «Дом Быта»
- № 3 — жилой дом (9 эт., 6 под., 216 кв., панельный, серии 121-043, 1983 год постройки)
- № 4 — жилой дом (10 эт., 7 под., 273 кв., панельный, серии 121-042/1.2, 2001 год постройки)
- № 5 — жилой дом (9 эт., 4 под., 144 кв., панельный, 1985 год постройки)
- № 6 — жилой дом (12 эт., 1 под., 82 кв., кирпичный, серии Э-93-1, 1984 год постройки)
- № 6А — предприятие торговли (2 этажа). На первом этаже расположен магазин «Магнит»
- № 7 — жилой дом (9 эт., 4 под., 144 кв., блочный, 1985 год постройки)
- № 8 — жилой дом (переменной этажности (13—15—17) эт., 5 под., 294 кв., панельный, серии П-111М, 2003 год постройки)
- № 9 — ДОУ «Детский сад № 37 «Солнышко»
- № 10 — предприятие торговли (1 этаж)
- № 11 — жилой дом (9 эт., 4 под., 144 кв., панельный, серии 111-121-043, 1986 год постройки), с пристройкой (1 эт.). В пристройке - предприятие торговли. Расположен магазин «Пятёрочка»
- № 12 — здание охраны парковки

## Транспорт
На Звёздной улице расположены остановки общественного транспорта «Московский бульвар». На ней останавливаются маршруты, следующие из Москвы от станций метро Щёлковская и Новогиреево, а также из города Железнодорожный.

## Интересные факты
- В 2011 году в начале Московского бульвара, на месте небольшого одноэтажного торгового павильона (между жилыми домами № 1/13 и № 3, напротив Дома быта) выстроили очередной многоуровневый торговый центр. При этом была занята придомовая территория, а подъезд для погрузочно-разгрузочных работ стал соседствовать с детской площадкой. Объект не сдан в эксплуатацию, но функционирует.[1]
- В 2019 году пешеходный мост через Пехорку между парковыми пространствами на улицах Солнечной и Заречной, был отремонтирован. Ремонт моста между парковыми пространствами на улицах Солнечной и Заречной начали в конце октября[2]. Ремонт был завершён 26 декабря[3]. На выполнение работ по ремонту моста и прилегающей к нему территории было потрачено 15 213 194,13 рублей[4]. Дизайн моста после ремонта значительно изменился.